# 조남풍
조남풍(趙南豊, 1938년 6월 5일~ )은 대한민국 육군 대장이자 정치학 박사이다. 육군사관학교 18기로 임관하여 베트남 전쟁에 참전하였으며 제1야전군사령관, 국군보안사령관, 육군교육사령관, 수도기계화보병사단장 등을 역임했다. 육군 대장으로 예편 후 대한민국 재향군인회 중앙회장, 동국대학교 겸임교수, (사)글로벌전략개발원 이사장 등을 지냈다.

## 생애
충청남도 서천군 출신으로 부산 동래고등학교를 졸업하고 육군사관학교 18기로 임관하였다. 육군사관학교 생도 시절에는 럭비부 선수로 활약했으며 1960년대 위관장교 시절 전방에서 보병소대장을 마치고, 공수특전단에 자원하였다. 제1공수특전단에서 일반 공수강하훈련를 마치고 고공강하(스카이다이빙(HALO)) 자격증까지 취득하고 공수훈련 및 태권도 교관으로 활동하였다. 그는 당시 장교단 가운데 희귀했던 고공강하 전문가이기도 했는데 한 가지 일화로 공수단에서 유명하다. 어느 날 한강변(현재 동작구)을 낙하지역으로 하는 공수특전단의 강하훈련 도중 갑작스러운 돌풍이 발생하면서 낙하병 한 명이 낙하산 줄이 엉켜서 몸이 묶인 채로 한강 물속으로 끌려 들어가는 위급한 사고가 발생했다. 당시 강하훈련에 참가하고 있던 조남풍(당시 중위)은 사고를 목격하고 목숨을 걸고 차가운 한강에 뛰어들어서 물속에서 단신으로 사투 끝에 해당 인원을 구조하는데 성공하여 당시 육군 내에서 주목을 받게 되었다. 그후 베트남 전쟁에 중대장으로 참전하고 1970년대에 제5공수특전여단 대대장을 거쳐 특수전사령부 특수전교육대 교육대장(現 특수전학교장)을 역임하는 등 육군의 대표적인 작전통 장교이자 특전사 정예요원으로 인정받게 되었다. 
1962년~1993년까지 32년간 대한민국 육군 장교로 복무하면서 육군의 보병부대, 제1공수특전단, 기계화부대 지휘관, 작전참모 및 교육훈련 등의 보직을 맡았다. 1967년~1968년에는 베트남 전쟁에 자원하였으며, 복무 기간을 통틀어  공수특수전 부대의 육성, 공수특전부대 및 기갑부대의 다양한 시범행사(1987년 '88전차 명명식' 등), 팀스프리트 등 한미연합군사훈련, 1970-80년대 대간첩작전, 한국형 특수전 교리 개발 및 전파, 한국산 기갑무기의 현대화(최초의 한국산 기갑장비인 '88전차'(K1 전차)와 한국형 장갑차(K200 장갑차) 개발 과정 및 기갑부대 도입에 기여) 등의 기여하였다. 이와 더불어 1991년 서울에서 개최된 "아시아-태평양 육군관리세미나(PAMS) 공동대회장(육군교육사령관 조남풍 중장 & 미국 태평양 육군사령관 클라우드 M. 킥라이터 중장)"을 맡아 국제적인 행사를 성공적으로 개최하는 등 미국 및 아시아/태평양/아프리카 국가들과의 군사협력외교, 1988년 서울 올림픽의 안정적 개최를 위한 지원 작전, 1984년 서울 대홍수 당시 제1공수여단을 이끌고 민간인 구조 및 복구작업 등 다양한 분야에서 성과를 내었다. 
연도별 군경력을 살펴보면 1962년 육군사관학교(18기)를 졸업하고 육군 소위로 임관하였다. 위관장교 시절 육군보병학교를 졸업하고, 제28사단 82연대 소대장, 재1공수특전단 고공강하(스카이다이빙) 요원 및 교관(공수훈련 및 태권도) 등으로 근무하였다. 1967년~1968년 베트남 전쟁에 주월한국군 100군수사령부 경비중대장으로 참전하여 전공을 세웠다. 영관장교 시절에는 수도경비사령부 33경비대대 부대대장, 제1보병사단 11연대 작전주임(작전참모), 제5공수특전여단 26대대장(現 국제평화지원단), 특수전사령부 특전교육대 교육대장(현재 특수전학교장), 제20보병사단 62연대장, 수도군단 작전참모 등을 역임하였다. 또한 육군대학 및 국방대학원 (현재 국방대학교)를 우수한 성적으로 졸업하였다.  
1983년초 장군으로 진급하였다. 준장으로 제17보병사단 부사단장, 제1군단 참모장, 제1공수특전여단 여단장, 소장으로 수도기계화보병사단 사단장, 육군본부 작전참모부장, 중장으로 국군보안사령부 사령관, 육군교육사령부 사령관, 대장으로 육군 제1야전군 사령관 등 대한민국 육군내 주요 보직들을 역임하였다. 1993년 7월에 육군 대장 보직인 제1야전군사령관을 마지막으로 예편하여 군문을 떠났다. 
50대 후반에 대장으로 예편한 이후 국제외교 및 안보 관련 학문 및 활동에 몰두하였다. 1994년~1995년 미국 스탠퍼드 대학교 후버 연구소 객원연구원으로 근무하였고, 1998년에 동국대학교 대학원에서 국제정치학 박사 학위를 취득하였다. 1998년 동국대학교 강사를 시작으로 국제정치와 군사안보 관련 강의를 지속하였으며, 2002년부터 2007년에 동국대학교 대학원 겸임교수로 후학을 양성하였다. 2007년에는 사단법인 글로벌전략개발원 이사장으로 취임하여 현재까지 대한민국의 안보태세 강화 및 한미동맹 체계적 발전을 위한 연구활동 및 회원세미나와 더불어 안보강연회, 사회봉사 및 문화행사 등을 지속적으로 주관하고 있다. 또한, 2015년~2016년에는 대한민국 재향군인회 제35대 회장에 선출되어 향군회장을 역임한 바 있으며, 현재 (사)글로벌전략개발원 이사장 및 풍양 조씨 대종회 고문을 맡고 있다.

## 서훈
- 국내 : 보국훈장 통일장, 보국훈장 국선장, 보국훈장 천수장, 보국훈장 삼일장, 인헌무공훈장, 대통령표창 외 다수
- 해외 : 미국공로훈장 2등급, 동성무공훈장

## 학력
- 충남 서천중학교 졸업 (1955년)
- 부산 동래고등학교 졸업 (1958년)
- 육군사관학교 18기 (이학사) 졸업 (1962년)
- 육군보병학교 졸업
- 육군대학 졸업
- 국방대학원 안보학과 (현재 국방대학교) 졸업 (1979~1980년)
- 서울대학교 최고경영자과정 수료
- 연세대학교 고위관리자과정 수료
- 동국대학교 대학원 행정학 석사 학위
- 동국대학교 대학원 정치학 박사 학위 (1998년)

## 경력

### 군 복무 경력
- 소위
  - 제28보병사단 82보병연대 7중대 소대장
- 중위
  - 제1공수특전단 (현재 제1공수특전여단 공수훈련 교관 등)
- 대위
  - 제1공수특전단 (현재 제1공수특전여단 고공강하팀(HALO) 교관 등)
  - 베트남전쟁 참전 ('67년~'68년)
  - 주월한국군사령부 제100군수사령부 경비중대장
  - 수도경비사령부 제30경비대대 중대장 (현재 수방사 제1경비단 1대대)
- 소령
  - 수도경비사령부 제33경비대대 부대대장 (현재 수방사 제1경비단 2대대)
  - 제1보병사단 11보병연대 작전주임 (연대 작전참모)
- 중령
  - 육군특수전사령부 제5공수특전여단 26특전대대장 (현재 국제평화지원단 대대장)
  - 육군특수전사령부 특수전교육대 (현재 특수전학교)
- 대령
  - 육군특수전사령부 특수전교육대 교육대장 (현재 특수전학교장)
  - 제20기계화보병사단 62보병연대장
  - 수도군단 작전참모
- 준장
  - 제17보병사단 부사단장
  - 제1군단 참모장
  - 육군특수전사령부 제1공수특전여단 여단장
- 소장
  - 수도기계화보병사단(맹호부대) 사단장
  - 육군본부 작전참모부장
- 중장
  - 국군보안사령부 사령관
  - 육군교육사령부 사령관
  - 제15차 태평양지역 육군관리세미나(PAMS) 공동대회장 (한국측 대회장 : 조남풍 중장, 대한민국 육군교육사령관 & 미국측 대회장 : 클라우드 M. 킥라이터 중장, 미합중국 육군 태평양사령관)
- 대장
  - 육군 제1야전군 사령관

### 사회 경력
- 육군사관학교 제18기 동기회장 (1989~1991년)
- 스탠퍼드 대학교 후버 연구소 객원연구원 (1994~1995년)
- 국제라이온스협회 354-A지구 동행라이온스클럽 초대 회장 (1996년)
- 동국대학교 대학원 강사 (1998년)
- 자유민주연합 특임위원 (2001년)
- 동국대학교 대학원 겸임교수 (2002~2007년)
- 이명박 대통령 대통령직 인수위원회 자문위원 (2008년)
- 한국소기업소상공인연합회 고문 (2009년)
- 박근혜 대통령후보 선거대책본부 직능총괄본부 상임특보 및 안보전략본부장 (2012년)
- 장애인미디어인권연대 상임고문 (2014년)
- 대한민국 재향군인회 제35대 중앙회장 (2015~2016년)
- 미국재향군인회(American Legion) 전국총회 참석 및 연설 (2015년 9월 1일)
- 노태우 전 대통령 국가장 장례위원회 위원 (2021년)
- 현재 풍양 조씨 대종회 고문
- 현재 사단법인 글로벌전략개발원 이사장 (2007년~현재)

## 참고자료
- [향군보] 제35대 조남풍 회장 취임 - 대한민국 재향군인회 (2015.5.1) -> http://www.korva.or.kr/data/pdf/korva_20150501.pdf
- 클라우드 M. 킥라이터(Claude M. Kicklighter) 미국 태평양 육군사령관 ->  https://en.wikipedia.org/wiki/Claude_M._Kicklighter
- [중앙일보] 월남참전 전우들과 옛정을 나누고 싶어 (1978.6.24) -> https://www.joongang.co.kr/article/1485726#home
- [MBC] [뉴스데스크] 정부, 군 수뇌부 인사 단행 (1989.3.28) ->  https://imnews.imbc.com/replay/1989/nwdesk/article/1820390_30389.html
- [중앙일보] 육군 수뇌부 48명 인사, 6공들어 최대 대장 2명·군단장 7명 포함 (1989.3.29) -> https://www.joongang.co.kr/article/2319557#home
- [중앙일보] 조남풍 전 보안사령관 육군교육사령관 내정/육군 (1990.12.22) -> https://www.joongang.co.kr/article/2522816
- [서울신문] 합참중심 국군작전체제 확립/육군 고위급인사 배경 (1990.12.23) -> https://www.seoul.co.kr/news/seoulPrintNew.php?id=19901223002005
- [연합] 태평양지역 육군관리세미나 개막 (1991.5.22) -> https://n.news.naver.com/mnews/article/001/0003532516?sid=102
- [연합] 1군 사령관에 조남풍 교육사령관 내정 (1992.6.4) -> https://n.news.naver.com/mnews/article/001/0003650505?sid=102
- [중앙일보] 새 1군사령관에 조남풍 대장 임명 (1992.6.4) -> https://www.joongang.co.kr/article/2716154#home
- [중앙일보] 선 굵은 작전통… 부산인맥/새 1군사령관 조남풍 대장 (1992.6.4) -> https://www.joongang.co.kr/article/2716175
- [MBC] [뉴스데스크] 국방부, 조남풍 중장 1군사령관 내정 (1992.6.4) -> https://imnews.imbc.com/replay/1992/nwdesk/article/1916266_30556.html
- [서울신문] 조남풍 1군사령관, 선굵고 책임감 강한 작전통 (1992.6.5) -> https://m.seoul.co.kr/news/newsView.php?id=19920605002011&cp=seoul
- [MBC] [뉴스데스크] 국방부, 1군사령관 조남풍 대장 전역 (1993.7.13) -> https://imnews.imbc.com/replay/1993/nwdesk/article/1757464_30684.html
- [조선일보] [사람들] 조남풍 전 1군사령관 동대 행정대학원 강의 (1998.8.27) -> https://www.chosun.com/site/data/html_dir/1998/08/27/1998082770399.html
- [동아일보] [인물동정］조남풍 예비역 육군 대장, 동대 박사 학위 (1998.8.27) -> https://www.donga.com/news/article/all/19980827/7372400/1
- [중앙일보] [인물동정] 조남풍 전 1군사령관, 동국대 박사 학위 (1998.8.28) -> https://www.joongang.co.kr/article/3690331
- [동아일보] [부산／경남］항일투쟁 산실 동래고 개교１백돌 맞아 (1998.12.7) -> https://www.donga.com/news/article/all/19981107/7393374/1
- [한국경제] 중국 망명 소년, 조남기 중국 정협 부주석 돼 돌아온다 (2000.3.29) -> https://n.news.naver.com/mnews/article/015/0000205423?sid=102
- [조선일보] 조남기 정협 부주석 62년만에 조국 온다…경협 논의 (2000.4.23) ->  https://www.chosun.com/site/data/html_dir/2000/04/23/2000042370338.html
- [동아일보] [방한 中정협 부주석 조남기는 누구?] '조선족 우상' (2000.4.24) -> https://www.donga.com/news/article/all/20000424/7528379/1
- [한국경제] 조남기 中 정협 부주석 訪韓..정/재계 인사와 경협 논의 (2000.4.24) -> https://n.news.naver.com/mnews/article/015/0000209283?sid=100
- [동아일보] [섀도 캐비닛] 한나라-민주 집권때 내각구성은 (2002.12.2) -> https://www.donga.com/news/article/all/20021202/7888397/1
- [주간동아] 커버스토리-미리보는 이-노 내각, 총리 "박근혜 vs 정몽준" (2002.12.4) -> https://weekly.donga.com/List/3/all/11/70029/1
- [연합뉴스] 장태완 "17대 총선 불출마" 조남풍 전 육군대장 등 재향군인회 출신의 젊은 예비역 장성을 추천할 생각 (2004.1.7) -> https://v.daum.net/v/20040107084406746?f=o
- [충북인뉴스] ‘조선족의 영웅’ 조남기 장군 고향 청원 방문 (2004.6.4) -> http://www.cbinews.co.kr/news/articleView.html?idxno=9019
- [세계일보] 한국전쟁 참전용사, 의학적 자료 없어도 국가유공자에 해당 (2005.7.25) -> https://v.daum.net/v/20050725093325560?f=o
- [KBS] (NEWS) 역대 1군사령관들, 사랑의 집짓기 동참 (2006.8.22) -> https://news.kbs.co.kr/news/view.do?ncd=1208025
- [서천신문] 지역출신 조남풍 전 보안사령관, 글로벌전략연구소 여의도에 개소, 갈등구조 조절․해결에 앞장설 것 (2007.11.6) -> http://seocheon.newsk.com/front/news/view.do?articleId=7596 보관됨 2022-07-14 - 웨이백 머신
- [이데일리] 인수위 주요 민간 자문·전문위원 명단 (2007.12.31) -> https://v.daum.net/v/20071231173204921?f=o
- [아시아경제] 인수위 184명 임명 완료 (2007.12.31) -> https://v.daum.net/v/20071231180810355?f=o
- [한국일보] 인수위 전문위원·실무위원 등 추가인선 (2007.12.31) -> https://v.daum.net/v/20071231234207544?f=o
- [경향신문] 인수위 전문·자문위원 '李캠프 인사' 전진배치 (2007.12.31) -> https://v.daum.net/v/20071231220509675?f=o
- [서울신문] 캠프 멤버들 인수위에 대거 포진 (2007.12.31) -> https://www.seoul.co.kr/news/newsView.php?id=20080101006007
- [동아일보] 대통령 인수위 자문-전문위원 추가 임명…윤증현-진동수씨도 포함 (2008.1.1) -> https://www.donga.com/news/article/all/20080101/8528827/1
- [아이뉴스24] 이명박 인수위, 민간 자문위원은 누구? (2008.1.2) -> https://v.daum.net/v/20080102084508064?f=o
- [사진] 한국소기업소상공인연합회, 조남풍 이사장 고문 추대 (2009.6.8) -> http://www.sba.or.kr/bbs/zboard.php?id=data1&page=1&sn1=&divpage=1&sn=off&ss=on&sc=on&select_arrange=headnum&desc=asc&no=119
- [국방일보] 민경배·조남풍·박세환씨 향군회장 출마 (2009.9.4) -> https://kookbang.dema.mil.kr/newsWeb/20090904/1/ATCE_CTGR_0010010000/view.do 보관됨 2023-05-03 - 웨이백 머신
- [브레이크뉴스] 안보위기 극복나선 특전성우회 대토론회 - 특전성우회 주최, 글로벌 전략개발원(이사장 조남풍박사) 주관 (2010.6.17) -> https://m.breaknews.com/136676%5B깨진+링크(과거+내용+찾기)%5D
- [한국증권신문] 재향군인회장 선거,대장과 대위의 한판 승부 (2015.3.30) -> http://www.ksdaily.co.kr/news/articleView.html?idxno=49251
- [국민뉴스] 향군회장 도전한 조남풍 장군의 선전을 기대 (2015.3.31) '재난안전 컨트롤타워'인 장관급 국민안전처 출범, 조 장군의 역할 -> http://www.kookminnews.com/8959
- [KONAS] 조남풍 (예)대장, 제35대 향군회장으로 당선 (2015.4.10) -> http://konas.net/article/article.asp?idx=41145) ->
- [환경방송] 조남풍(예)육군대장, 제35대 향군회장 피선 (2015.4.10) -> http://www.ecobs.co.kr/news/articleView.html?idxno=12065
- [국방일보] 35대 재향군인회장에 조남풍 예비역 대장 선출 (2015.4.11) -> https://kookbang.dema.mil.kr/newsWeb/20150411/1/ATCE_CTGR_0010010000/view.do 보관됨 2023-05-03 - 웨이백 머신
- [월간보훈뉴스] 제63차 재향군인회 정기 전국총회(35대 재향군인회장, 조남풍 예비역 대장 당선) (2015.4.11) -> https://m.blog.naver.com/PostView.naver?isHttpsRedirect=true&blogId=fromage&logNo=220327206910
- [조선일보] 조남풍 재향군인회장 (2015.4.11) -> https://www.chosun.com/site/data/html_dir/2015/04/10/2015041004328.html
- [동아일보] 35대 재향군인회장에 조남풍씨 (2015.4.11) -> https://www.donga.com/news/People/article/all/20150411/70642722/1
- [한국경제] 재향군인회 35대 회장에 조남풍 예비역 대장 선출 (2015.4.11) -> https://www.hankyung.com/news/article/2015041017771
- [머니S/MoneyS] 재향군인회 회장 선거결과, 조남풍 예비역 대장 선출 (2015.4.11) -> https://moneys.mt.co.kr/news/mwView.php?type=1&no=2015041113588037665&outlink=1
- [국방일보] 35대 향군회장에 조남풍 예비역 육군 대장 당선 (2015.4.12) -> https://kookbang.dema.mil.kr/newsWeb/20150413/67/BBSMSTR_000000010026/view.do%5B깨진+링크(과거+내용+찾기)%5D
- [대한민국 공군전우회] 35대 향군회장에 조남풍 예비역 육군대장 당선 (2015.4.13) -> https://www.airforce.ne.kr/04_security/sec_03.html?md=view&cate=3&no=318&page=3&refer=
- [KONAS] 조남풍 향군 신임 회장, 업무에 앞서 현충현 참배 (2015.4.13) -> https://www.konas.net/article/article.asp?idx=41159
- [조선일보] "안보의 최대 敵은 안보의식 부재" (2015.4.18) -> https://www.chosun.com/site/data/html_dir/2015/04/18/2015041800186.html
- [뉴스서천] 출향인 조남풍 전 육군 대장 (2015.4.20) -> http://www.newssc.co.kr/news/articleView.html?idxno=31901
- [국방일보] 국가안보 최후의 보루 “1000만 조직 ‘판’ 바꿔라” 삼수 만에 당선은 ‘天命’[인터뷰] 조남풍 신임 향군회장 (2015.4.28) ->  https://kookbang.dema.mil.kr/newsWeb/20150429/5/ATCE_CTGR_0010010000/view.do 보관됨 2023-05-03 - 웨이백 머신
- [KONAS] "국군포로 송환문제에 향군이 앞장서야" 대한민국 재향군인회, 2015년 안보자문회의 (2015.6.17) -> https://www.konas.net/article/article.asp?idx=41991
- [조갑제닷컴] 徐貞甲 본부장, “국군포로 송환문제에 향군이 앞장서야”대한민국 재향군인회, 2015년 안보자문회의 개최 (2015.6.18) -> https://www.chogabje.com/board/view.asp?C_IDX=61902&C_CC=AZ
- [KONAS] '호국보훈안보단체연합회장'에 조남풍 향군 회장 추대 (2015.6.19) ->  https://www.konas.net/article/article.asp?idx=42024
- [시민일보] 조남풍 재향군인회장 일문일답, "가산점 부활, 참전명예수당 현실화 등 전역 군인 획기적 복지확대 정책 절실" (2015.6.22) -> http://www.siminilbo.co.kr/news/newsview.php?ncode=179547321040497
- [KONAS] 향군, 국군포로 송환정책 추진방향 토론회 (2015.7.24) -> https://www.korva.or.kr/board_view.asp?tables=k_b_lifenews&id=1055
- [연합뉴스] 기조연설 하는 조남풍 대한민국재향군인회 회장 '국군포로 송환정책 토론회' (2015.7.24) -> https://www.yna.co.kr/view/AKR20150724160900043
- [연합뉴스] <게시판> 재향군인회 '국군포로 송환정책' 토론회 (2015.7.24) -> https://www.yna.co.kr/view/AKR20150724160900043
- [데일리코리아] 향군, ‘국군포로 송환’ 주제로 토론회 “조국 위해 헌신한 분들 이대로 방치해선 안돼”(2015.7.24) -> http://www.dailykorea.kr/8154
- [KONAS] 향군, 탈북군인 초청 간담회 개최 (2015.7.29) -> https://v.daum.net/v/20150729150608836?f=o
- [KONAS] 향군 방문한 국제한국전 참전향군연맹 회장단 (2015.7.27) -> https://www.yna.co.kr/view/PYH20150727052300013?input=1196m
- [기독교방송] 새에덴교회, 제65주년 한국전 참전용사 초청 보은행사 (2015.7.28) -> http://cbntv.tv/news/view.php? idx=1532&sm=w_total&stx=%EC%A1%B0%EB%82%A8%ED%92%8D&stx2=&w_section1=&sdate=&edate=
- [WorldKorean] 6·25휴전 및 유엔군 참전 62주년 기념식 열려 (2015.7.30) -> https://www.worldkorean.net/news/articleView.html?idxno=18860
- [KONAS] 향군, ‘대학생 국토대장정’ 막 오른다! (2015.7.30) -> https://www.konas.net/article/article.asp?idx=4255
- [KONAS] 향군, 대학생 휴전선 155마일 답사 대장정에 올라 (2015.8.4) -> https://www.konas.net/article/article.asp?idx=42606
- [KONAS] 향군 ‘안보교수화’교육 성료... 국민안보교육 선도 - 전국 13개 시·도회 및 220개 시·군·구회 500여명 임직원 대상 안보교육 종료  (2015.8.17) -> https://www.konas.net/article/article.asp?idx=42803
- [KONAS] 경기도 향군 회장단 조남풍 회장 지지 서명 (2015.8.18) -> https://www.konas.net/article/article.asp?idx=42806
- [KONAS] 향군, 찰스 랭글 미국 하원의원에 한글이름 선물 (2015.8.20) -> https://www.konas.net/article/article.asp?idx=42852
- [KONAS] 대표적 지한파, 찰스 랭글 미국 하원의원 향군 방문 (2015.8.21) -> https://www.konas.net/article/article.asp?idx=42874
- [연합뉴스] 향군, 찰스 랭글 미국 하원의원에 한글이름 선물 (2015.8.21) -> https://v.daum.net/v/20150821111817116?f=o
- [연합뉴스] 대화하는 조남풍 향군회장과 찰스 랭글 미국 하원의원 (2015.8.21) -> https://v.daum.net/v/20150821111435917?f=o
- [국방일보] 재향군인회 “한글 이름 양철수 입니다”친한파 찰스 랭글 미 하원의원 재향군인회로부터 뜻깊은 선물 (2015.8.23) -> https://kookbang.dema.mil.kr/newsWeb/20150824/19/ATCE_CTGR_0010010000/view.do 보관됨 2023-05-03 - 웨이백 머신
- [국방일보] 향군, 안보문제연구소 확대 개편 (2015.8.24) -> https://kookbang.dema.mil.kr/newsWeb/20150825/1/ATCE_CTGR_0010010000/view.do 보관됨 2023-05-03 - 웨이백 머신
- [KONAS] 재향군인회, '통일나눔펀드' 300만원 기부. 조남풍 회장 “통일은 선택이 아닌 의무, 국론 모으는데 앞장설 것”(2015.8.26) -> https://www.konas.net/article/article.asp?idx=42940
- [조선일보] 국내 최대 안보단체 재향군인회도 나눔에 나섰다 (2015.8.28) -> https://www.chosun.com/site/data/html_dir/2015/08/28/2015082800312.html
- [국방일보] 향군“정부 대북정책 지지…청년들 역할 중요” 대한민국재향군인회, 안보결의·청년단 전진대회 (2015.8.30) -> https://kookbang.dema.mil.kr/newsWeb/20150831/12/ATCE_CTGR_0010010000/view.do 보관됨 2023-05-03 - 웨이백 머신
- [연합뉴스] 전진대회 입장하는 조남풍 향군 회장 1 (2015.8.29) -> https://v.daum.net/v/20150829194701668?f=o
- [연합뉴스] 박수치는 조남풍 향군 회장 (2015.8.29) -> https://v.daum.net/v/20150829194718676?f=o
- [연합뉴스] 국기에 대한 경례하는 조남풍 향군 회장 (2015.8.29) -> https://v.daum.net/v/20150829194731679?f=o
- [연합뉴스] 전진대회 입장하는 조남풍 향군 회장 2 (2015.8.29) ->  https://v.daum.net/v/20150829194800687?f=o
- [연합뉴스] 전진대회 지켜보는 조남풍 향군 회장 (2015.8.29) -> https://v.daum.net/v/20150829194810698?f=o
- [연합뉴스] 인사하는 조남풍 향군 회장 (2015.8.29) -> https://v.daum.net/v/20150829194849703?f=o
- [중앙일보] 조남풍 재향군인회장 워싱턴 D.C. 방문 (2015.8.25) -> https://news.koreadaily.com/2015/08/25/society/generalsociety/3624625.html
- [KONAS] 조남풍 향군회장 訪美, 미국재향군인회(AL) 총회 연설 (2015.8.28) -> https://www.konas.net/article/article.asp?idx=42979
- [중앙일보] 조남풍 향군회장 “멕시코·하와이 지회도 설립 예정”, 조 회장 워싱턴 방문, 미국 재향군인회(AL) 총회 참석(2015.9.1) -> https://news.koreadaily.com/2015/09/01/society/generalsociety/3641936.html
- [중앙일보] 래리 호건 매릴랜드(ML) 주지사 관저 찾은 조남풍 대한민국 재향군인회장 (2015.9.2) -> https://news.koreadaily.com/2015/09/02/society/generalsociety/3645045.html
- [한국일보] 조남풍 향군회장 "한반도 통일 위해 한-미 향군 협력하자” 유미 호건 매릴랜드(ML) 주지사 영부인 초청 만찬 (2015.9.2) -> http://m.koreatimes.com/article/20150902/938976
- [한국일보] 조남풍 한국 향군회장 미국 안보강연회 (2015.9.2) -> http://m.koreatimes.com/article/20150903/939194
- [USA_Photo] Korean Veterans Association Chairman Cho Nam Poong lays a wreath at the Tomb of the Unknown Soldier in Arlington National Cemetery, Sept. 2, 2015, in Arlington, Va. (2015.9.2) -> https://nara.getarchive.net/media/korean-veterans-association-chairman-cho-nam-poong-4561c8
- [중앙일보] 조남풍 향군회장, 월남전 참전용사 '회상의 벽' 헌화 (2015.9.3) -> https://news.koreadaily.com/2015/09/03/society/generalsociety/3648460.html
- [중앙일보] 조남풍 향군회장, 미국 안보간담회 가져 (2015.9.3) -> https://news.koreadaily.com/2015/09/03/society/generalsociety/3648468.html
- [중앙일보] 조남풍 향군회장, 韓·美 재향군인회 교류 논의 (2015.9.4) -> https://news.koreadaily.com/2015/09/04/society/generalsociety/3651157.html
- [KONAS] 향군, 멕시코·하와이 지회 설립 예정, 조남풍 향군회장 워싱턴 방문 (2015.9.4) -> https://konas.net/article/article.asp?idx=43057
- [KONAS] 향군, 해외 안보역량 다져! 조남풍 향군회장, 美 향군(American Legion) 전국총회 참석 이어 정·관계 인사들과 만나 ‘한반도 신뢰 프로세스’ 설명... 각 지회 순회, 참전친목단체장들과 간담회 가져 (2015.9.8) -> https://www.konas.net/article/article.asp?idx=43105
- [중앙일보] 재향군인회 미주 안보간담회 (2015.9.11) -> https://news.koreadaily.com/2015/09/11/society/generalsociety/3669732.html
- [한국일보] 조남풍 향군회장 일행 하와이 방문 (2015.9.12) -> http://m.koreatimes.com/article/20150911/940674
- [KONAS] 향군, 美 남서부지회 안보간담회 (2015.9.15) -> https://www.konas.net/article/article.asp?idx=43188
- [국방일보] ˝광복군 ‘위국위민 정신’ 계승 통일한국 앞당기자”(2015.9.17) -> https://kookbang.dema.mil.kr/newsWeb/20150918/14/ATCE_CTGR_0010010000/view.do 보관됨 2023-05-03 - 웨이백 머신
- [KONAS] 재향군인회, 정부의 4대개혁 지지 선언 (2015.9.17) -> https://www.konas.net/article/article.asp?idx=43247
- [뉴스쉐어] 재향군인회, 서울 광화문서 ‘4대 개혁 지지선언’공공개혁, 노동개혁, 금융개혁, 교육개혁을 우선 당면한 4대 개혁 과제로 설정 (2015.9.17) -> http://www.newsshare.co.kr/sub_read.html?uid=86876 보관됨 2023-05-03 - 웨이백 머신
- [한국디지털뉴스] 재향군인회,정부의 4대개혁 지지 선언 (2015.9.17) -> http://koreadigitalnews.com/board/view.php?&bbs_id=sub&doc_num=17455&daumnews=on
- [서울일보] “재향군인회 개혁, 이것이 문제다”(2015.9.17) -> http://www.seoulilbo.com/news/articleView.html?idxno=100928
- [푸른한국닷컴] 재향군인회를 음해하는 배후세력과 배후인사가 누구인지 알고 싶다. (2015.9.20) -> http://www.bluekoreadot.com/news/articleView.html?idxno=17268#07RE
- [BreakNews] 향군 음해 배후세력-인사 누구인지, 그것이 알고 싶다! 미주 국군포로송환위원회 조남풍 향군회장 지지성명 (2015.9.20) -> https://www.breaknews.com/sub_read.html?uid=396135
- [한국디지털뉴스] 미주 국군포로송환위회 조남풍 회장 지지성명을 보면서! (2015.9.21) -> http://koreadigitalnews.com/board/view.php?&bbs_id=sub&doc_num=17459&daumnews=on
- [KONAS] 조남풍 향군회장, 북 목함지뢰 도발 부상 군국 장병 위문 (2015.9.25) -> https://www.konas.net/article/article.asp?idx=43336
- [한국디지털뉴스] 조남풍 향군회장, 북 목함지뢰 부상 장병 위문 -> http://koreadigitalnews.com/board/view.php?&bbs_id=sub&doc_num=17469&daumnews=on
- [연합뉴스] 하재헌 하사 위문하는 조남풍 재향군인회장 (2015.9.25) -> https://v.daum.net/v/20150925135355503?f=o
- [연합뉴스] 김정원 하사 위문하는 조남풍 재향군인회장 (2015.9.25) -> https://v.daum.net/v/20150925135339499?f=o
- [한성일보] 재향군인회장, DMZ 지뢰 폭발 부상장병 방문 - 조남풍 회장, 국군수도병원과 분당 서울대병원 위로와 격려 방문 (2015.10.1) -> http://www.hsilbo.com/etnews/?fn=v&no=120272&cid=21020100
- [뉴시스] 하재헌 하사 위문하는 조남풍 재향군인회장 (2015.9.25) -> https://v.daum.net/v/20150925133304909
- [KONAS] 국군포로“죽어도 고향에 가서 죽고파”재향군인회 여성회.북한인권정보센터, 추석 맞아 귀환 국군용사 가정 위문 (2015.9.25) -> https://www.konas77.net/article/article.asp?idx=43322%5B깨진+링크(과거+내용+찾기)%5D
- [KONAS] 조남풍 향군회장, “남북 간 신뢰는 국군포로 송환부터”(2015.10.3) -> https://www.konas.net/article/article.asp?idx=43426
- [국민행동본부] 조남풍 향군회장, “남북 간 신뢰는 국군포로 송환부터”(2015.10.3) -> http://nac.or.kr/article/view.php?id=nac_news&no=6050
- [재외동포신문] 재향군인회 재독일지회 ‘제63주년 향군의 날’과 ‘지회 창립 5주년 기념식’ 개최 (2015.10.7) -> http://www.dongponews.net/news/articleView.html?idxno=30034
- [KONAS] 재향군인회, 창설 제63주년을 맞다!! 조남풍 회장, "향군에 성원과 지지를 보내준 국민들에게 감사...자유민주주의 대한민국의 미래를 함께 열어가자!" (2015.10.8) -> https://www.konas.net/article/article.asp?idx=43473
- [KONAS] 향군, ‘한반도 신뢰프로세스’ 적극지지 성명 발표 (2015.10.8) -> https://www.konas.net/article/article.asp?idx=43476
- [중앙일보] "국가 안보 위해 1천만 향군이 앞장" (2015.10.8) -> https://news.koreadaily.com/2015/10/08/society/generalsociety/3732333.html
- [KONAS] 조남풍 향군회장,"1천만 회원이 안보의 주역, 향군발전 주체" 최전방 지역에서 ‘향군의 날’ 개최는 "생사를 같이했던 전우애 통해 다시 ‘한마음 한뜻’으로 돌아가자는 깊은 뜻" 지휘서신 통해 강조 (2015.10.16) -> https://www.konas.net/article/article.asp?idx=43554
- [KONAS] 향군 등 보수단체 "더 이상 '국군포로 송환' 미룰 수 없다" (2015.10.19) -> https://www.konas.net/article/article.asp?idx=43563
- [KONAS] 조남풍 회장 ‘국군포로 송환’ 촉구 대회사 전문 (2015.10.20) -> https://www.konas.net/article/article.asp?idx=43565
- [포커스경제] 국민행동본부, '국군포로 송환촉구 국민궐기대회' (2015.10.20) -> http://www.gungsireong.com/news/articleView.html?idxno=2919
- [대한민국재향군인회/KORVA] (보도자료) 박정희 전 대통령 36주기 추도식...조남풍 향군회장 참석(뉴스1) (2015.10.26) -> https://korva.or.kr/board_view.asp?tables=k_b_lifenews&category=&keyword=&id=1071&gotopage=
- [푸른한국닷컴] 재향군인회, 한국사 국정교과서 지지 선언 및 거리행진 (2015.10.24) -> http://www.bluekoreadot.com/news/articleView.html?idxno=17396#07RE
- [KONAS] 조남풍 향군회장,"올바른 역사교과서 발행은 국가의 기본책무" (2015.10.27) -> https://www.konas.net/article/article.asp?idx=43643
- [KONAS] 美 찰스 랭글 하원의원, 조남풍 향군회장에 감사 서신 보내 (2015.10.29) ->  https://www.konas.net/article/article.asp?idx=43679
- [KONAS] 향군,「역사 교과서 국정화지지」국민대회 개최 (2015.11.4) -> https://www.konas.net/article/article.asp?idx=43753
- [KONAS] 조남풍 향군회장, "역사 교과서는 국정으로 단일화해야 한다!" (2015.11.5) -> https://www.konas.net/article/article.asp?idx=43782
- [환경뉴스] 특전사연합회, 백혈병 특전부사관에 헌혈증서 전달 (2015.11.4) -> http://www.ecobs.co.kr/news/articleView.html?idxno=12761
- [KONAS] 향군, 『日 중학교 사회교과서 독도 역사왜곡 철회』 서명지 전달 (2015.12.9) -> https://www.konas.net/article/article.asp?idx=44166
- [연합] '중국 조선족 우상' 조남기 장군 별세 (2018.6.19) -> https://www.yna.co.kr/view/AKR20180619051600097
- [중앙일보] <삶과 추억> 중국 조선족 중 최고위직 지낸 조남기 장군 (2018.6.20) -> https://www.joongang.co.kr/article/22730604#home
- [뉴데일리/NewDaily] 청주 출신 中 '조선족의 별' 조남기 장군 별세 (2018.6.20) -> https://cc.newdaily.co.kr/site/data/html/2018/06/20/2018062000110.html
- [시큐리티 팩트] (한국무기 디테일) ⑪ 지상전을 좌우하는 육군의 핵심 전력, 현대로템의 K-1/K-1A1 전차 (2018.6.18) -> http://www.securityfact.co.kr/news/view.php?no=714 보관됨 2022-07-14 - 웨이백 머신
- [시큐리티 팩트] (한국무기 디테일) ⑬ 국방연구개발사에 한 획을 그은 위업, 대우중공업의 K-200 장갑차 (2018.7.2) -> http://www.securityfact.co.kr/news/view.php?no=749 보관됨 2018-10-04 - 웨이백 머신
- [코리아방송] (사)글로벌전략개발원 이사장 조남풍 장군 나라사랑 송년음악회 개최해 (2018.11.27) -> http://www.hnlife.kr/news/articleView.html?idxno=80507
- [BLOG] (사)글로벌전략개발원 이사장 조남풍 장군 '나라사랑 송년음악회' 개최 (2018.11.28) -> https://blog.naver.com/kk6031kk/221407969633,
- [월간조선] "나라에 바친 몸 두려움 없네" 역사 속으로 사라지는 ‘통일대’ 조국 수호에 몸 바쳐온 제1야전군, 오는 12월 31일 해체... 찬란했던 65년 星霜 (2018.12.30) -> http://monthly.chosun.com/client/mdaily/daily_view.asp?idx=5786&Newsnumb=2018125786
- [글로벌전략개발원] 조남풍 장군 나라사랑 송년음악회[2018년] (2019.4.15) -> https://cafe.daum.net/gsi21/npKS/1, https://cafe.daum.net/gsi21/npKS/2
- [코리아방송] (사)글로벌전략개발원 2019년 정기총회 성료 (2019.4.25) -> http://www.hnlife.kr/news/articleView.html?idxno=80817
- [BLOG] (사)글로벌전략개발원 2019년 정기총회 성료 (2019.4.30) -> https://blog.naver.com/kk6031kk/221525932160
- [코리아방송] 평택 미 캠프 험프리스 장병 및 가족 위문공연 성료 (2019.11.12) -> http://www.hnlife.kr/news/articleView.html?idxno=81256
- [경기일보] 감사함 담은 선율, 美 장병의 마음 적시다. (사)글로벌전략연구개발원 주한미군·가족 위문공연 (2019.11.13) -> http://www.kyeonggi.com/2195879
- [국방일보] (무기백과) K-1 주력전차 (2020.4.23) -> https://kookbang.dema.mil.kr/newsWeb/20200420/1/BBSMSTR_000000100008/view.do 보관됨 2022-12-24 - 웨이백 머신
- [뉴시스/NEWSIS] 故노태우 전 대통령 국가장 장례위원회 명단 (2021.10.28) -> https://newsis.com/view/?id=NISX20211028_0001631512&cID=10201&pID=10200
- [국민일보/KMIB] 전두환 빈소, 반기문·5공인사 등 발길 (2021.11.24) -> http://news.kmib.co.kr/article/view.asp?arcid=0016502000&code=61111111&cp=nv
- [ASIATODAY] "Ex-military officials, politicians pay respects at late Pres. Chun’s funeral altar" (2021.11.25) -> http://en.asiatoday.co.kr/view.php?key=20211124002239421
- [경기미래신문] '글로벌전략개발원' 조남풍 이사장(예,대장), 안보 리더십 발휘할 수 있는 지도자 뽑아야! (2022.1.12)  -> http://www.pjmr.co.kr/news/articleView.html?idxno=917
- [BLOG] 조남풍 글로벌전략개발원 이사장, '한국 안보의 실상과 대응' 세미나 한국프레스센타 개최 (2022.2.9) -> https://blog.naver.com/sk-jung0313/222654053495
- [환경방송] 글로벌전략개발원, '한국 안보의 실상과 대응' 세미나 (2022.2.9) -> http://www.ecobs.co.kr/news/articleView.html?idxno=29022